# 델라 리즈

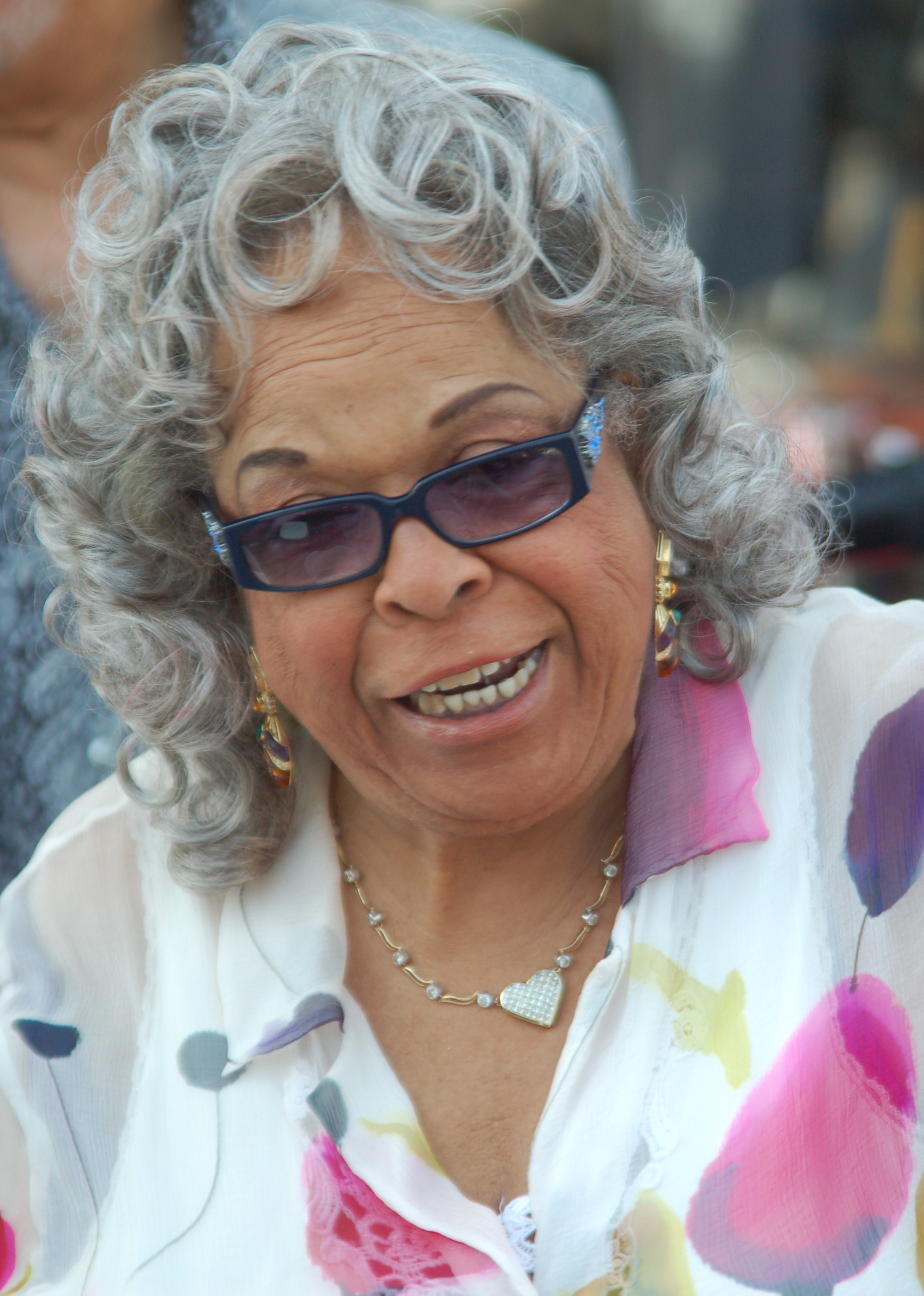

델라 리즈(Della Reese, 1931년 7월 6일 ~ 2017년 11월 19일)는 미국의 흑인 여성가수이다. 미시간주 디트로이트에서 태어났다. 어릴 때에는 교회합창단에서 노래를 불렀으며, 대학시절에는 자신의 가스펠 그룹을 만들고 클럽에 출연하여 개성적인 노래로 인기가 좋았다. 1957년에 독립한 뒤로는 텔레비전 쇼, 클럽, 음악여행 등으로 명성을 떨쳤다. 《교황 가스펠의 혜성》, 《꿈꾸는 세레나데》 등의 음반이 유명하다.